# الغفر
الغفر قرية سورية تتبع ناحية أرمناز في منطقة حارم في محافظة إدلب. بلغ عدد سكانها 2090 نسمة في عام 2004 حسب إحصاء المكتب المركزي للإحصاء.